# 王琳 (1970年)
王琳（1970年2月—），男，漢族，山東臨朐人，中华人民共和国政治人物。北京大學自然地理專業毕业，大學學歷，公共管理碩士。现任中共新疆维吾尔自治区党委常委、组织部部长。

## 生平
1992年8月參加工作，1996年12月加入中國共產黨。從政生涯從寶雞市開始，官至寶雞市委常委、市人民政府副市長。2019年，接替落馬的呂健轉任中共西安市委常委、市人民政府常務副市長。2020年5月，被任命為中共渭南市委副書记，市人民政府代市長。2021年4月，任中共渭南市委书记。
2022年5月，当选为中共陕西省委常委。同年7月，任陕西省人民政府党组成员、副省长。2023年1月，任陕西省委秘书长。2024年5月，转任新疆维吾尔自治区党委常委。同月兼任党委组织部部长。